# DBExpress
Por mucho tiempo, el BDE fue una solución excelente para el desarrollo de aplicaciones de bases de datos, sobre todo a la hora de acceder a tablas locales. Sin embargo, a medida que la tecnología cliente/servidor se hizo más popular, el BDE poco a poco dejó de ser lo que era para convertirse en una solución “buena” con limitaciones funcionales y problemas de rendimiento.
Cuando el proyecto Kylix se hizo realidad, los ingenieros de Borland se vieron obligados a tomar una decisión crucial: elegir entre migrar el BDE a Linux con todas sus limitaciones y problemas o aprovechar la oportunidad para desarrollar algo nuevo, más potente que el BDE, portable y, lo más importante, orientado a servidores SQL. Así surgió DBExpress.

## Objetivos de DBExpress
Cuando se planteó la creación de este nuevo sistema de acceso a datos, se tuvieron en cuenta los siguientes objetivos:
- Velocidad de respuesta
- Facilidad de implementación (instalación)
- Basado completamente en SQL
- Facilidad para cambiar de sistema de bases de datos
- Multiplataforma
- Simpleza para la creación de nuevos controladores
- Utilización de características particulares de cada servidor

Estos objetivos se han alcanzado haciendo algunas concesiones en el terreno de las características avanzadas. Los controladores DBExpress son veloces, simples de configurar e instalar, y excesivamente reducidos en características.
Únicamente tienen que proveer de una forma de conectarse al servidor, una forma de ejecutar sentencias SQL, una forma de comunicar los errores que se pueden producir en el proceso, y el tipo más básico de cursores: unidireccionales y no actualizables.
- Datos: Q1179374